# Mariä Himmelfahrt (Biburg)

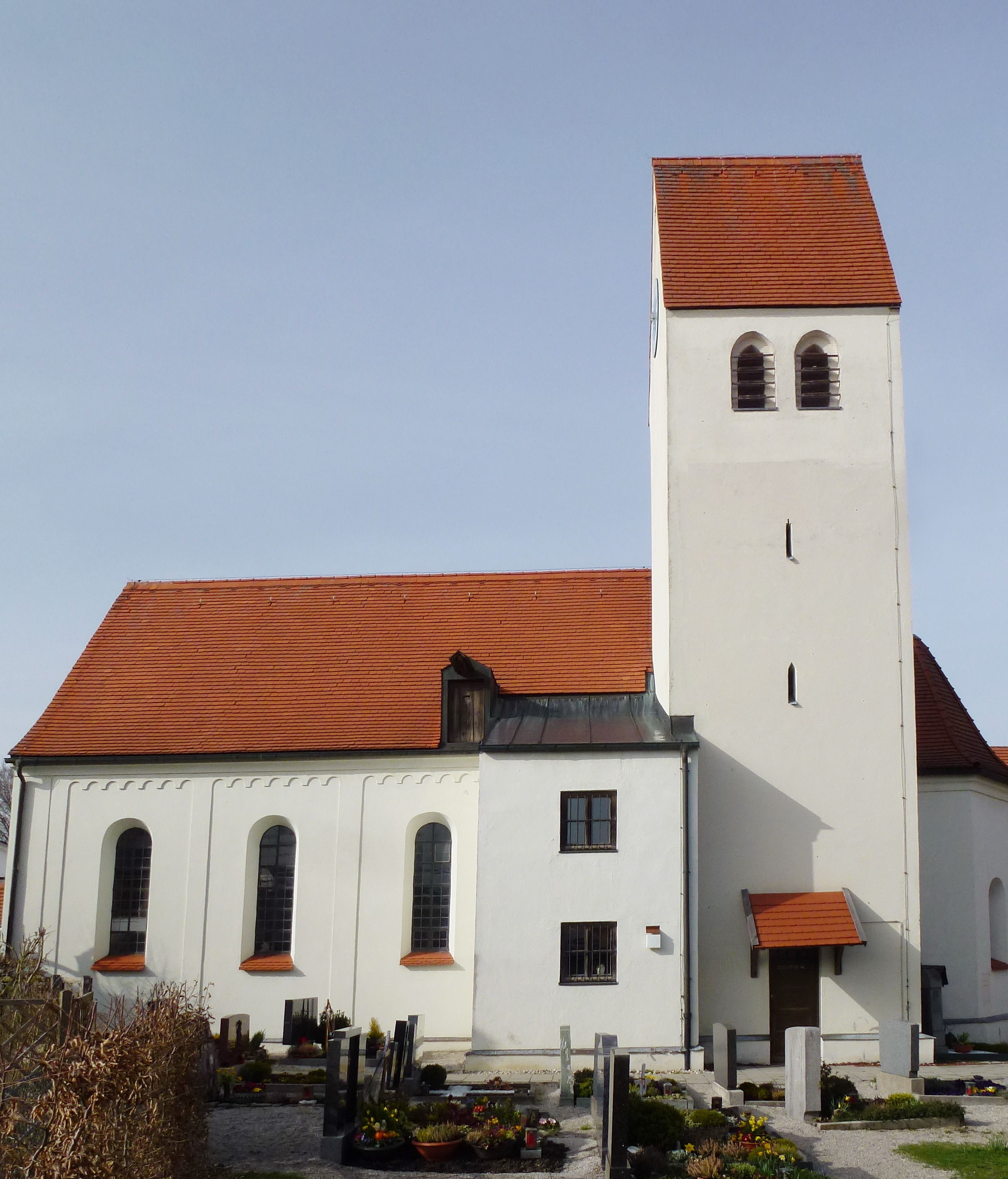
Kirche Mariä Himmelfahrt in Biburg

Die katholische Pfarrkirche Mariä Himmelfahrt in Biburg, einem Ortsteil der Gemeinde Alling im oberbayerischen Landkreis Fürstenfeldbruck, ist ein ursprünglich spätgotischer Bau, der als Baudenkmal geschützt ist.

## Baubeschreibung
Neben dem spätgotischen polygonalen Chor steht der Turm aus gleicher Zeit. Der Chor wurde um 1750 barockisiert, sein gotisches Rippengewölbe abgeschlagen. Das einschiffige Langhaus war damals nicht barockisiert worden und wurde 1883 erneuert und erweitert. Die Blendengliederung und die Rundbogenfriese der Langhaus-Außenwände sind ein historisierender Rückgriff auf romanische Bauformen.

## Ausstattung

### Chorfresken
Die barocken Deckenfresken im Chor wurden um 1750 von einem unbekannten Maler geschaffen. In Frage kommen etwa die Allinger Maler Franz Schmid oder Johann Schmid, doch lässt der „sehr beeinträchtigte“ Erhaltungszustand keine stilkritische Beurteilung oder Malerzuschreibung zu. Im späten 19. Jahrhundert (1883?) wurden die Fresken mit einem neuromanischen Sternenhimmel übermalt. Als 1916 erneut umdekoriert werden sollte, wurden die Fresken wieder aufgefunden, freigelegt und in eine neoklassizistische Dekoration eingebunden, die bei der Restaurierung von 1956 wieder entfernt wurde.
Das 3,50 × 2,00 m große Hauptbild zeigt die Himmelfahrt Mariens, entsprechend dem Patrozinium der Kirche: Von ihrem Sarkophag (am unteren Bildrand) ausgehend wird Maria von Engeln nach oben getragen, wo das Marienmonogramm erscheint. Dieses ist von einer weiteren Schar kleiner Engel umgeben, die ein Spruchband mit den lateinischen Worten der Lauretanischen Litanei tragen: „Regina Angelorum“ (Königin der Engel). Acht Rocaille-Kartuschen in den Gewölbezwickeln umgeben das Hauptbild; nur die zwei größeren zeigen Mariensymbole. Deren deutsche Beischriften „Schön wie der Mond“ und „Erwählt wie die Sonne“ sind dem Hohelied (Hld 6,10 ) entnommen.

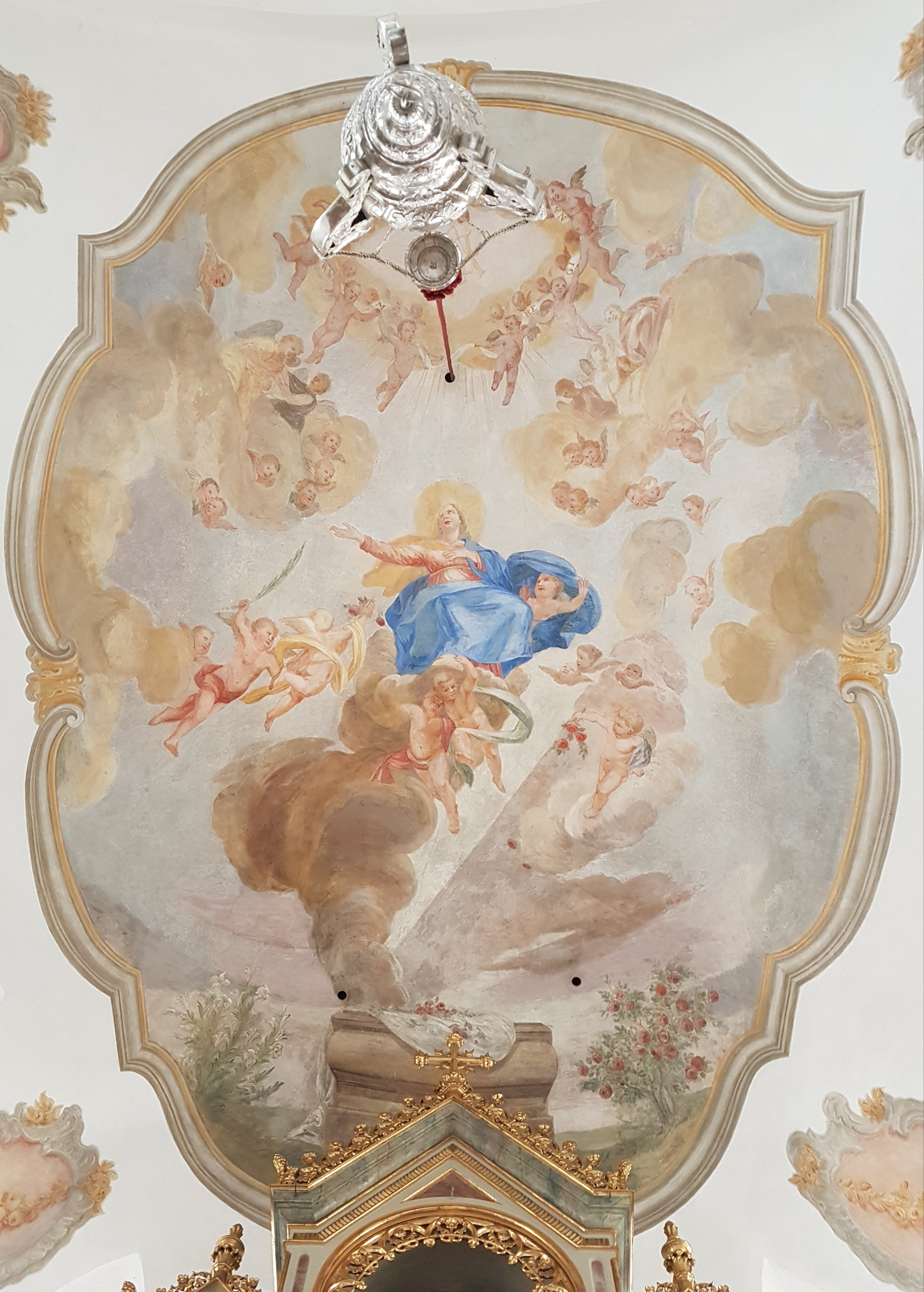
Himmelfahrt Mariens
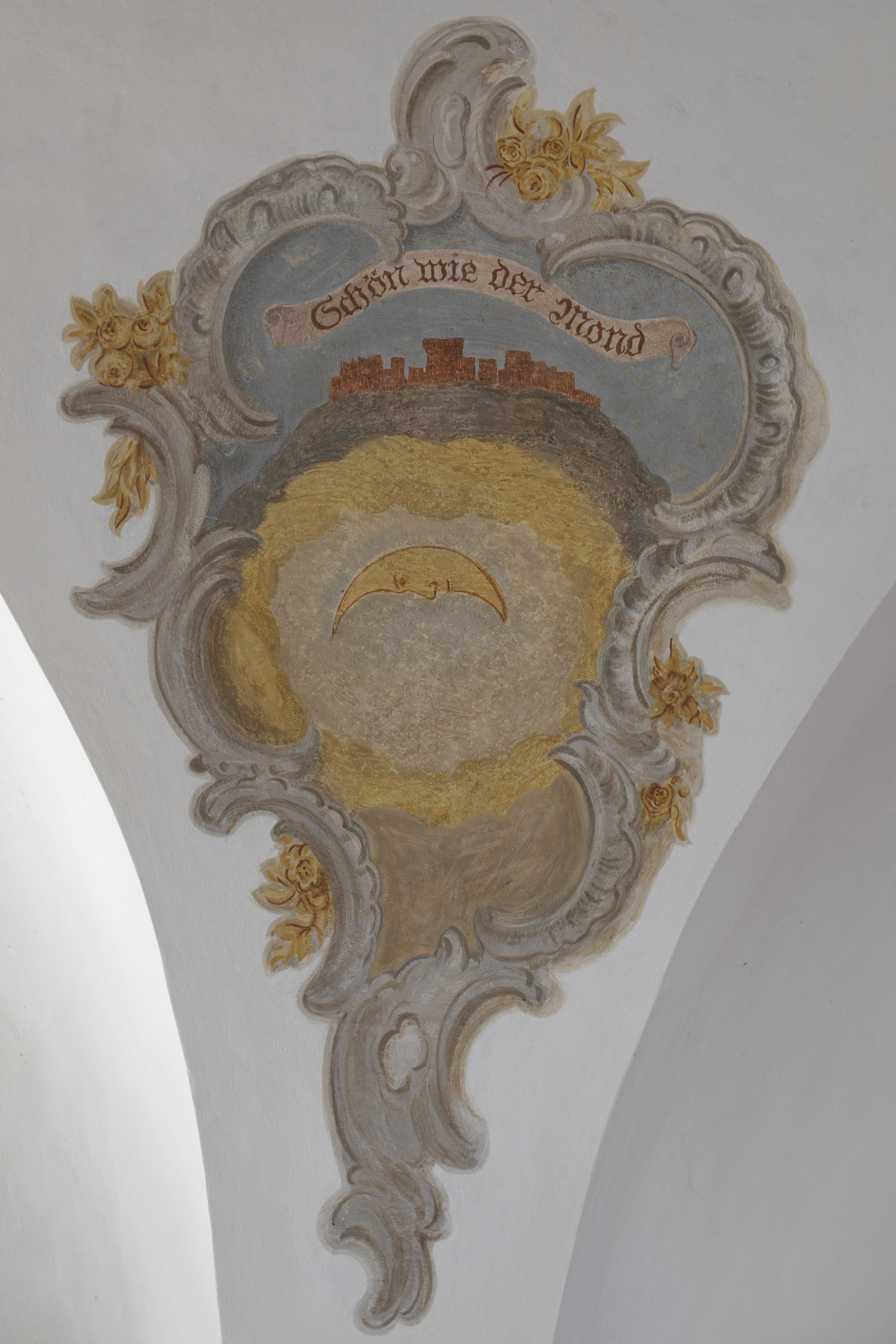
„Schön wie der Mond“
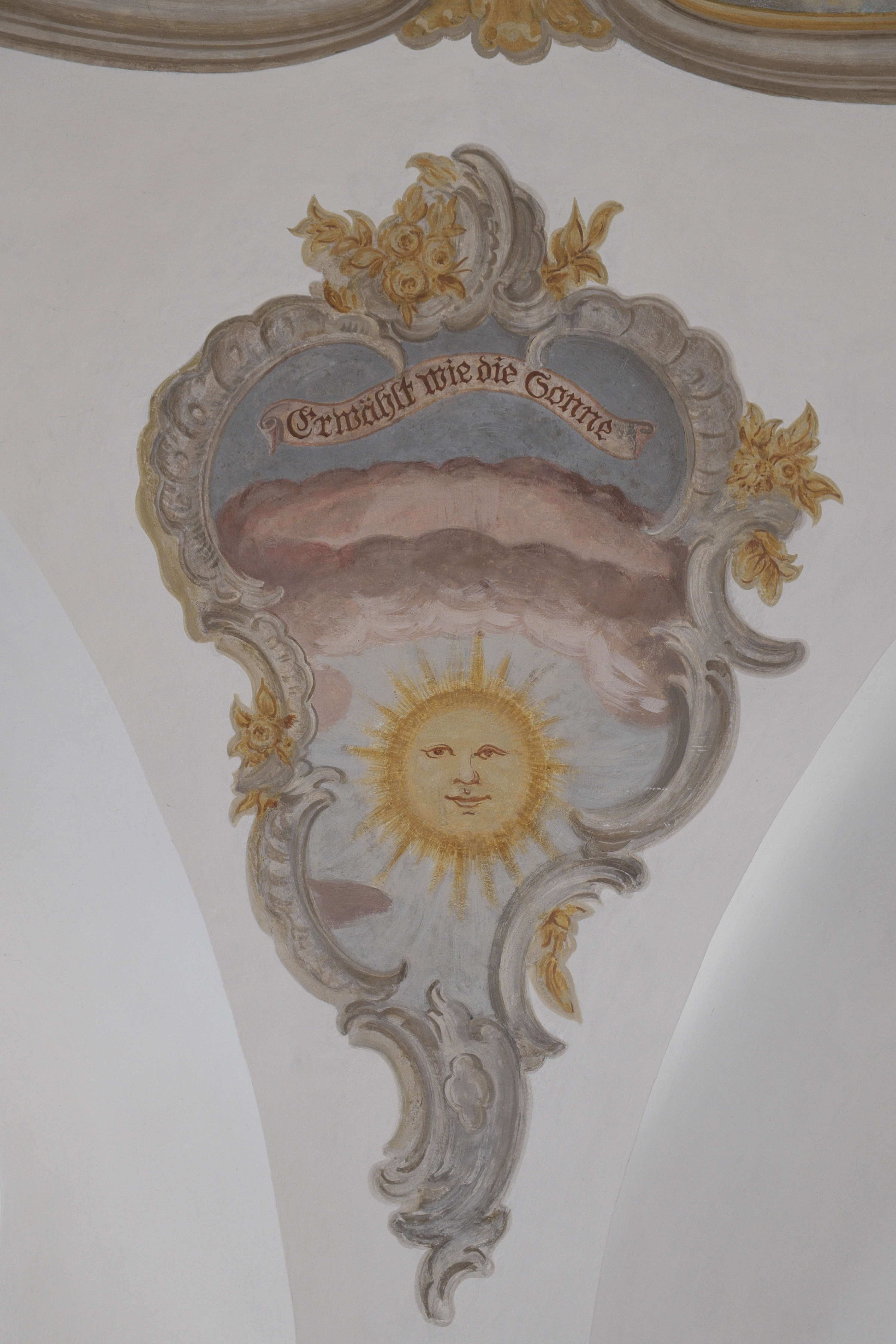
„Erwählt wie die Sonne“

### Übrige Ausstattung
Drei Altäre und ein großes Kruzifix in neuromanischen Formen, die Kanzel, das Gestühl im Chor und der Kreuzweg wurden 1883 angeschafft. Sie stammen einheitlich aus der Werkstatt von Sebastian Steiner in Fürstenfeldbruck. Die ebenfalls gegen Ende des 19. Jahrhunderts geschaffenen Bleiglasfenster im Chor (rechts bzw. links vom Hochaltar) zeigen die heiligen Leonhard und Florian, die Schutzpatrone des Viehs und gegen Feuersnot.

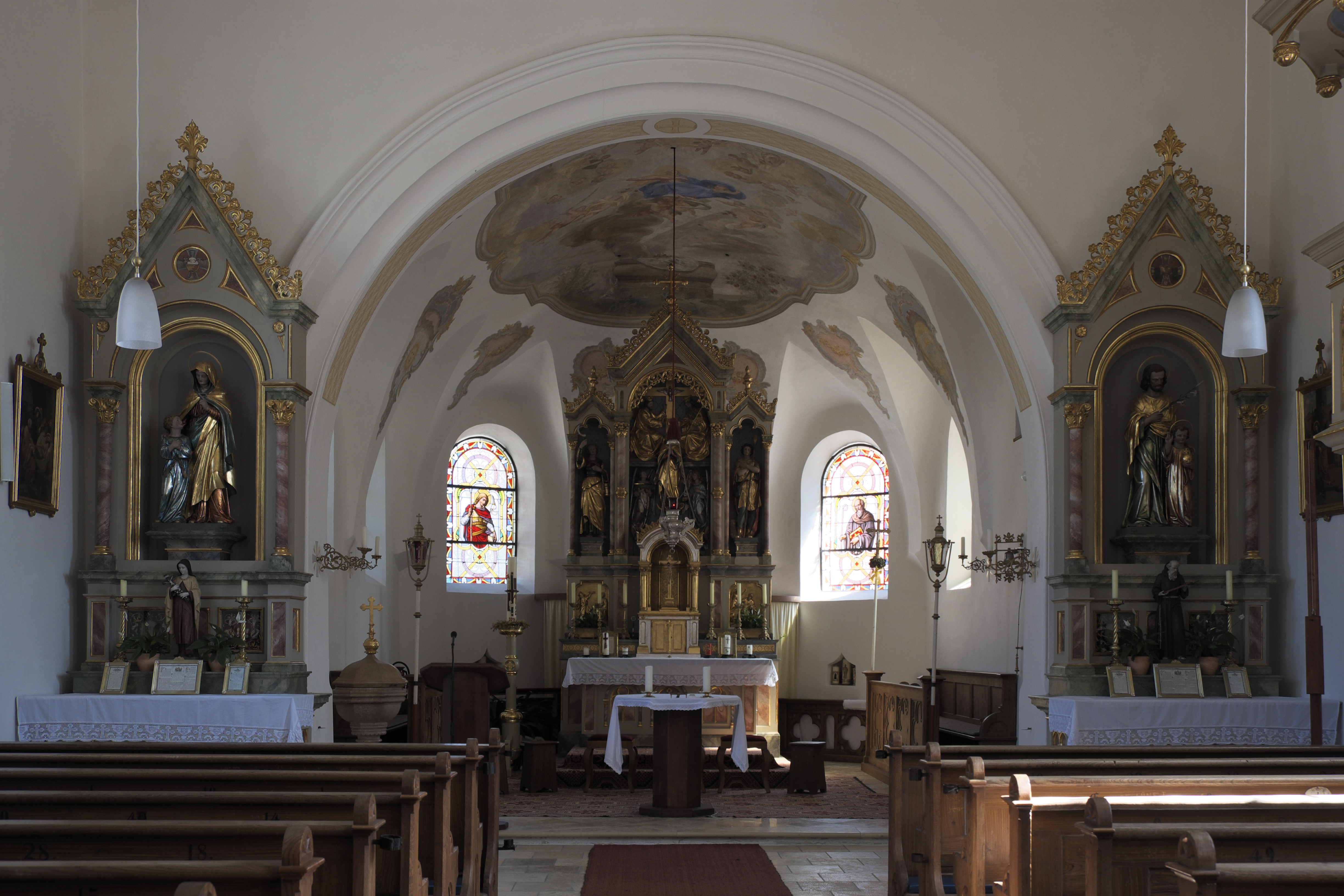
Innenraum, Blick zum Chor
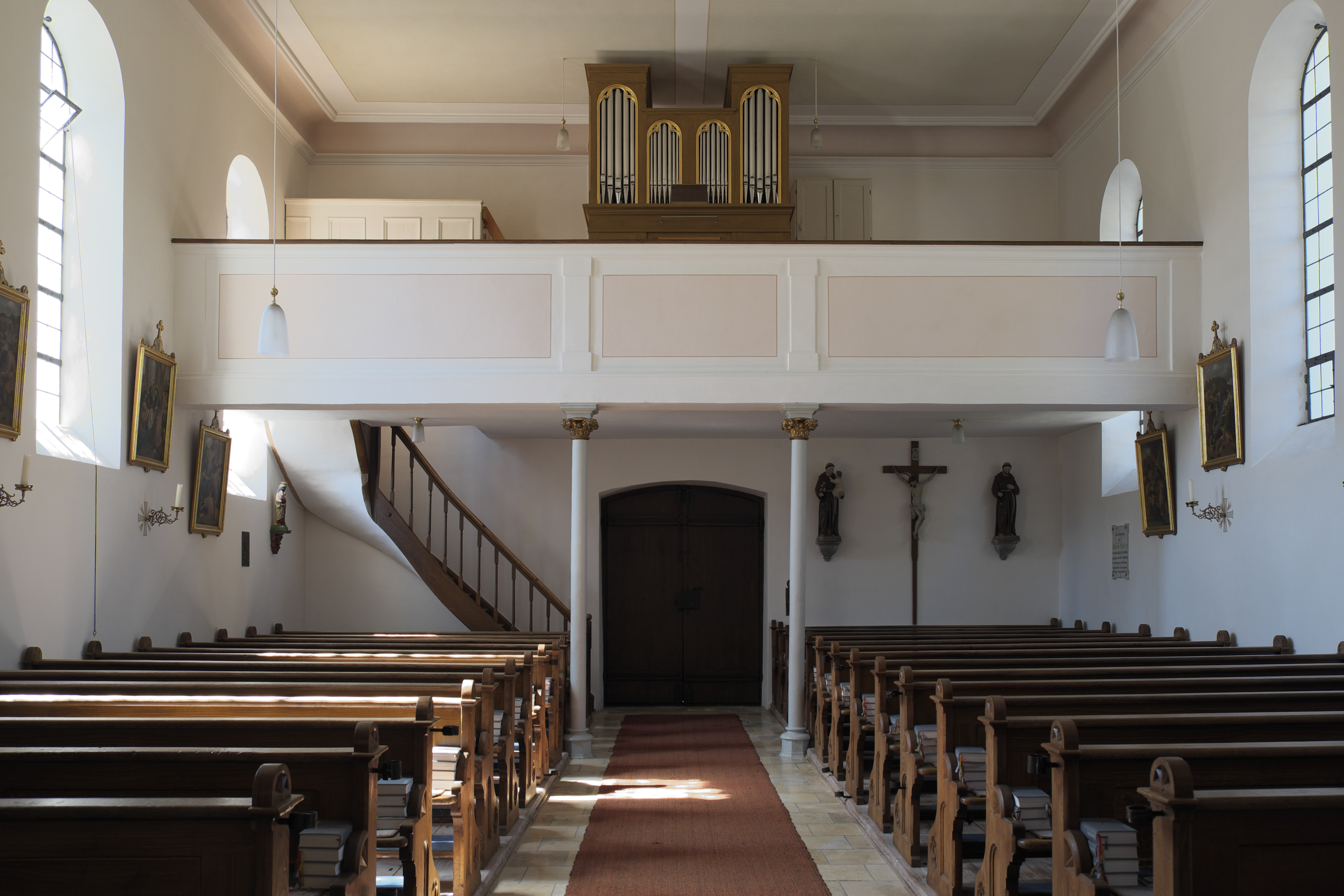
Innenraum, Blick zur Empore
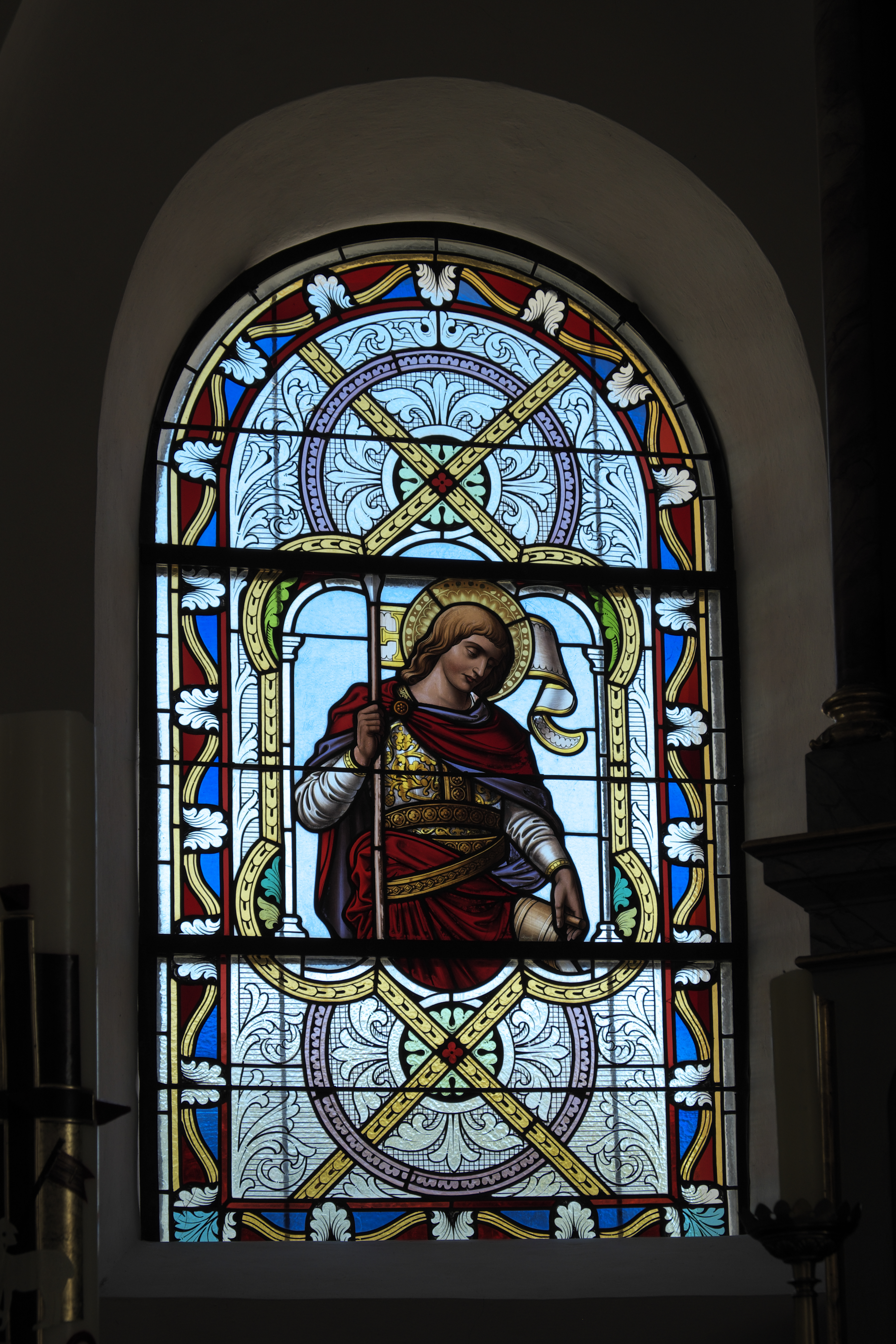
Bleiglasfenster, heiliger Florian